# Дурваса
Дурваса (санскр. दरवास — «(з яким) важко жити», від dur- «поганий» і vāsa II «проживання», «житло», «будинок» або «(з) поганим одягом», від dur- «поганий», «поганий» і vāsa I «одяг») — ведійський мудрець-подвижник, гнівний відлюдник, зберігач традиційних норм поведінки й етикету. Вважається, що він був сином ріші Атрі і Анасуї. У деяких джерелах говориться, що Дурваса був втіленням Шиви. Дурваса є єдиним ріші, чия пунья зростає кожного разу, коли він проклинає когось. Дані ним прокляття зруйнували життя багатьом людям, тому, куди б він не приходив, його приймали з великою пошаною.
У «Вішну-пурані» описується як Дурваса прокляв Шакунталу, яка не проявила до нього належної поваги; там же описується історія про те, як він прокляв Індру та всіх девів, на час позбавивши їх влади над світом за те, що Індра легковажно поставився до подарованої йому Дурвасою гірлянди квітів. У «Махабгараті» описується, що Дурваса передрік смерть Крішні, коли той, надаючи Дурвасі гостинності, забув витерти сліди їжі з його ніг. Там же описується історія про те, як Дурваса нагородив Кунті, що догодила йому, особливим даром — викликати до себе будь-якого деву, від якого вона б побажала мати сина.

## Пуранічна історія Амбаріші і Дурваси
У «Бгаґавата-пурані» описується історія Дурваси і великого вайшнава махараджі Амбариші.
У сина Ману Набгаги був син Амбариша — дуже могутній і славний цар. Хоча Амбариша правив усім світом, він не вважав своє багатство вічним, і, усвідомлюючи, що всі матеріальні блага ведуть лише до падіння і продовжують матеріальне існування, не був прив'язаний до них. Всі свої почуття і розум він зайняв служінням Крішні. Оскільки Амбариша був імператором і володів незліченними багатствами, він поклонявся Крішні з великою пишнотою, і, незважаючи на своє багатство, не був прив'язаний до дружини, дітей і царства. Він не прагнув навіть до звільнення.
Одного разу Амбариша поклонявся Крішні у Вріндавані, дотримуючись обітниці екадаші. На наступний день після екадаші, Амбариша зібрався було перервати піст, як в його оселю завітав гість — великий йог-містик Дурваса. Амбариша гідно прийняв Дурвасу і запропонував йому пообідати. Погодившись, Дурваса пішов до річки Ямуни, щоб зробити денний обряд обмивання. Там він поринув у медитацію і довго не повертався. Амбариша, бачучи, що час для переривання посту екадаші ось-ось закінчиться, пішов заради ріші Васіштги і завершив піст, з'ївши листок туласі і випивши трохи води. Дурваса, наділений містичними здібностями, зрозумів, що сталося, і страшенно розсердився. Повернувшись, він почав суворо сварити Амбаришу, однак цього йому здалося недостатньо, і тоді зі свого волосся він створив величезного демона, подібного усепожираючому вогню. Тут Крішна, щоб врятувати свого відданого, послав до місця події свій диск, Сударшану-чакру, який тут же знищив вогненного демона і кинувся до Дурваси, що образив Амбаришу. Дурваса спробував втекти на Брахмалоку, Шивалоку та інші вищі планети, але так і не зміг захиститися від гніву Сударшани-чакри. Врешті-решт він дістався до духовного світу Вайкунтхи і припав до стіп Нараяни, який повідомив йому, що не в змозі пробачити того, хто образив вайшнаву. Прощення за такий гріх людина має просити у самого вайшнави, якого він образив. Тому Нараяна порадив Дурвасі повернутися до Амбариші і попросити у нього вибачення, що той і зробив.